# Richard Vinen
Richard Charles Vinen, né en 1963 à Birmingham, est un historien et universitaire britannique, professeur au King's College de Londres. Il est un spécialiste de l'Histoire de l'Europe du XXe siècle, en particulier de la Grande-Bretagne et de la France.

## Biographie
Richard Vinen, naît en 1963 à Birmingham et grandit à Bournville. Son père, Joe Vinen, est professeur de physique aux universités de Cambridge et de Birmingham. De 1982 à 1989, il étudie au Trinity College de Cambridge, où il obtient une licence en arts en 1985,  avant de terminer ses études doctorales,. Son doctorat lui est décerné en 1989 pour sa thèse intitulée The politics of French Business 1936-1945, sous la direction de Christopher Andrew.
Richard Vinen est chercheur au Trinity College de 1988 à 1992 et enseigne à temps partiel à l'Université Queen Mary de Londres de 1988 à 1991. Après avoir enseigné au Queen Mary, il rejoint le King's College de Londres en 1991 en tant que maître de conférences puis, est nommé professeur d'histoire en 2007,.
Spécialiste de l'Histoire de l'Europe du XXe siècle, en particulier de la Grande-Bretagne et de la France, il publie, en 2014, National Service: Conscription in Britain, 1945–1963 (2014) qui reçoit des critiques généralement positives,. En 2015, Il reçoit le prix d'histoire Wolfson et la médaille Templer pour cet ouvrage. Il remporte également le prix Walter Laqueur en 2012, récompensant le meilleur article dans Journal of Contemporary History au cours l'année précédente, pour The Poisoned Madeleine: The Autobiographical Turn in Historical Writing,. En 2018, il prononce la conférence Creighton (en) à l'Institute of Historical Research du King's College sur le thème When was Thatcherism ?. En 2020, il est l'un des trois historiens invités à donner la conférence Historical Research, intitulée Writing histories of 2020.

## Ouvrages
- (en) The Politics of French Business 1936–1945, Cambridge, Cambridge University Press, 1991 (ISBN 0521404401)
- (en) Bourgeois Politics in France, 1945–1951, Cambridge, Cambridge University Press, 1995 (ISBN 0521474515)[13]
- (en) France, 1934–1970, Basingstoke, Macmillan, 1996 (ISBN 0333613597)
- (en) A History in Fragments: Europe in the Twentieth Century, Londres, Little, Brown, & Co., 2000 (ISBN 0316853747)
- (en) The Unfree French: Life under Occupation, Londres, Penguin, 2006 (ISBN 0300121326)[14]
- (en) Thatcher's Britain, Londres, Simon & Schuster, 2009 (ISBN 9781847371751)
- (en) National Service: Conscription in Britain 1945–1963, Londres, Allen Lane, 2014 (ISBN 184614387X)
- (en) The Long '68: Radical Protest and Its Enemies, Londres, Allen Lane, 2018 (ISBN 0241343429)
- (en) Second City: Birmingham and the Forging of Modern Britain, Londres, Penguin, 2022 (ISBN 0241454565)